# MDK (Computerspiel)
MDK ist ein 1997 für PC veröffentlichtes Computerspiel. Es folgte eine Portierung auf Mac OS durch Shokwave. Im Folgejahr erschien eine Portierung für PlayStation durch Neversoft. MDK wurde auf GOG.com und Steam digital wiederveröffentlicht.
Mit MDK 2 erschien im Jahr 2000 der von BioWare programmierte Nachfolger.

## Handlung
Die vom Spieler gesteuerte Person ist Hausmeister Kurt Hectic, der für den Wissenschaftler Dr. Fluke Hawkins arbeitet und von diesem ausgesendet wird, die Erde vor einer außerirdischen Invasion zu retten.

## Spielprinzip
Um dies zu bewerkstelligen, muss er mehrere gigantische Panzer zerstören, die jeweils ein ganzes Level bilden. Zu Beginn jedes Levels muss er den Anflug auf diese Panzer meistern: Im freien Fall gilt es feindlichen Geschossen auszuweichen und Extras einzusammeln.
Kurt Hectic besitzt einen besonderen Kampfanzug, der neben einem integrierten Schnellfeuergewehr mit einem im Helm implementierten Zielfernrohr ausgestattet ist. Der dadurch mögliche Scharfschützen-Modus, durch den es dem Spieler möglich ist, die Spielewelt wie mit einem Zielfernrohr zu vergrößern, war eine Innovation im Computerspieldesign.
Zudem kann Kurt mit dem Anzug kurzzeitig schweben, indem er eine Art Gleitschirm aktiviert. In den Levels mit Kurt finden sich immer wieder besondere Sorten von Munition, die Kurt verwenden kann, oder auch Gadgets, mit denen er die Gegner ablenken oder sich unsichtbar machen kann.
Eines dieser Gadgets ermöglicht es außerdem, den sechsbeinigen Roboter-Hund Max einen Luftangriff auf feindliche Ziele fliegen zu lassen. Max trifft nur die angegebene Position und ist nicht in der Lage, bewegliche Gegner zu verfolgen.

## Rezeption
Alexander Folkers von PC Player lobte den Ideenreichtum, wobei er die etwas eintönige Grafik im Vergleich zu Tomb Raider bemängelte. Auch das Gameplay sei deutlich hektischer, da man ständig in Bewegung bleiben müsse. Für Jörg Langer sei es zynisch humorvoll. Es böte deutlich mehr Puzzle als Tomb Raider, obwohl es gar nicht damit werbe ein Action-Adventure zu sein. Die Grafik sei schnell und abwechslungsreich. Selbst im leichten Schwierigkeitsgrad fordere es hohe Fingerfertigkeit und Intuition vom Spieler ab. Laut Christian Müller von PC Action strahlen Hauptdarsteller und Kulisse eine hohe Faszination aus. Es sei eigenständig und kein Klon eines bekannten Spielprinzips. Einzelne Designs wie der Scharfschützengewehrmodus seien völlig neuartig. Es sei originell und voller Selbstironie. Ein Mehrspielermodus fehle.